# Larry Kaufman
Lawrence C. "Larry" Kaufman (nascut el 1947) és un jugador d'escacs estatunidenc que resideix a Potomac, Maryland, i que té el títol de Gran Mestre des de 2008, quan essent Mestre Internacional va guanyar el Campionat del món sènior (que retroactivament fou assignat també conjuntament a Mihai Suba).

## Biografia
Kaufman ha estat investigant durant molt de temps en escacs per ordinador, i ha fet contribucions en diversos treballs relacionats amb els escacs. Va ajudar a escriure el llibre d'obertures pel programa pioner Mac Hack, codesenvolupà Socrates II i la seva adaptació comercial, Kasparov's Gambit, edità la revista Computer Chess Reports, i va treballar en molts altres motors d'escacs tant de recerca com comercials. També és conegut per la seva tasca amb el motor d'escacs per ordinador Rybka 3, i diversos llibres i articles, inclòs The Evaluation of Material Imbalances. Actualment ajuda a desenvolupar el programa d'escacs Komodo amb Don Dailey, amb qui ja havia treballat en la sèrie de programes Sòcrates.
També és un dels millors jugadors occidentals de shogi. Va aprendre el joc amb el mètode tradicional d'estudiar teoria amb hàndicap i és un dels millors experts en aquest camp.
El seu fill Raymond és Mestre Internacional

## Obres
- Kaufman, Larry «The Evaluation of Material Imbalances». Chess Life, 1999, p.  [Consulta: 21 juny 2006].